# 图瓦卢议会
图瓦卢议会（英語：Parliament of Tuvalu；图瓦卢语：Palamene o Tuvalu）是图瓦卢的国家立法机关。图瓦卢议会实行一院制，由16名从8個雙席位选区选举产生的议员，再加上不投票的檢察總長组成。现任议员皆为独立人士。